# Ljubi, ljubi, ljubi
»Ljubi, ljubi, ljubi« je skladba in single Eve Sršen iz leta 1969. Avtor glasbe je Mojmir Sepe, besedilo pa je napisal Dušan Velkaverh.

## Opatijski festival '69
S to skladbo je prvič nastopila na Opatijskem festivalu '69, v luksuznem hotelu Kvarner. Čeprav ni osvojila nobene nagrade, pa je kljub temu pri nas postala zimzelena uspešnica.

## Snemanje
Aranžma je naredil Mojmir Sepe. Skladba je bila izdana kot single pri Produkciji gramofonskih plošč Radio Televizije Beograd na mali vinilni plošči.

## Zasedba

### Produkcija
- Mojmir Sepe – glasba, aranžma
- Dušan Velkaverh – besedilo

### Izvedba
- Eva Sršen – vokal
- Zabavni orkester RTV Ljubljana – glasbena spremljava

## Mala plošča
7" vinilka
- »Dolina mog djetinstva« (A-stran) – 3ː32
- »Ljubi, ljubi, ljubi« (B-stran) – 2ː42